# Zip2
Zip2 era una compañía que proporcionaba software de guías locales para periódicos en internet.
En 1995  Elon Musk, Kimbal Musk y Greg Kouri fundaron en Palo Alto, California la compañía Global Link Information Network, que en 1996 se cambiaría el nombre a Zip2. Inicialmente daba una presencia en internet a negocios locales: 61  pero posteriormente empezó a asistir a los periódicos en el diseño de guías locales hasta que en 1999 Compaq Computer la adquirió por 307 millones USD para su división AltaVista.

## Historia

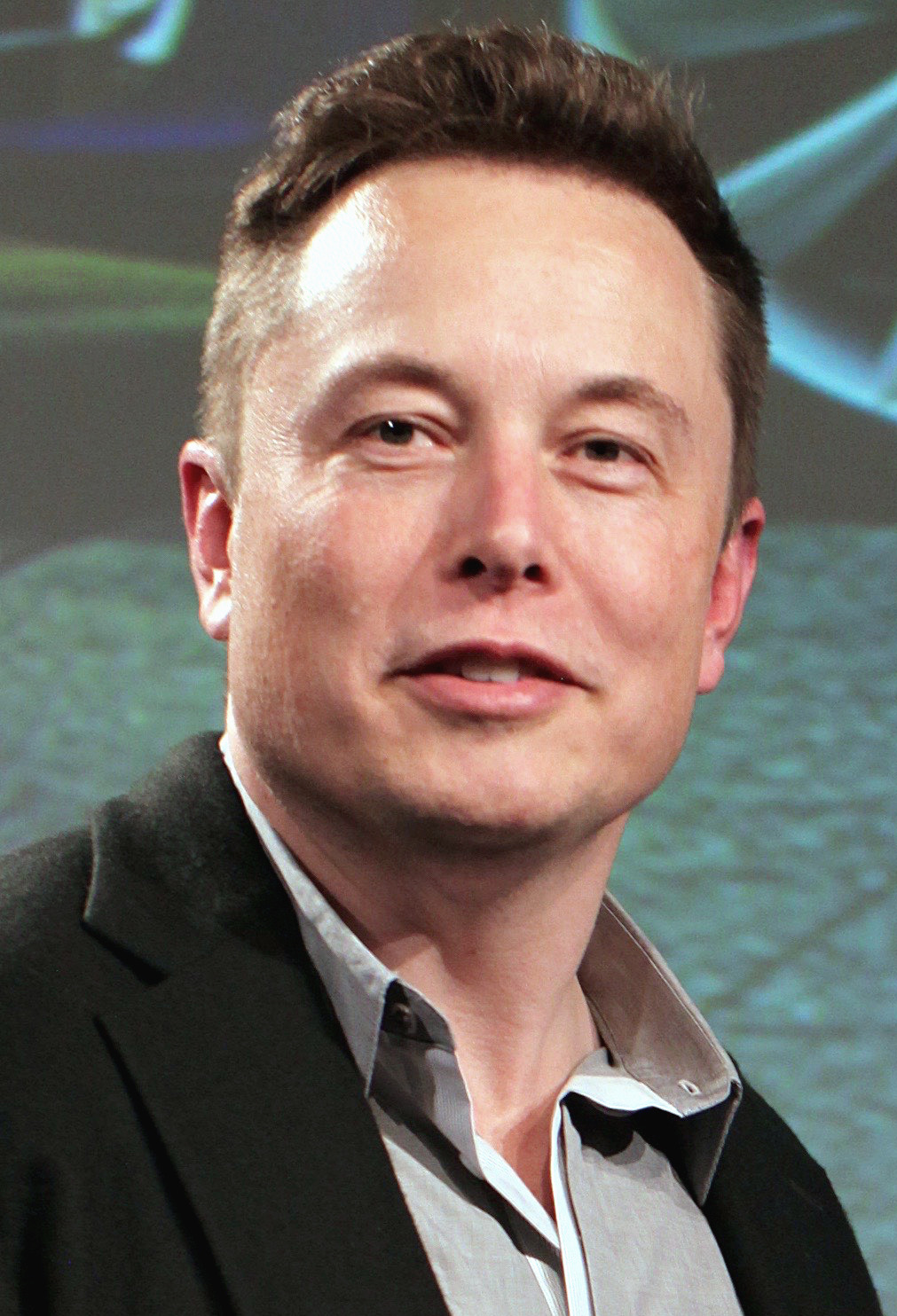
Elon Musk en 2015

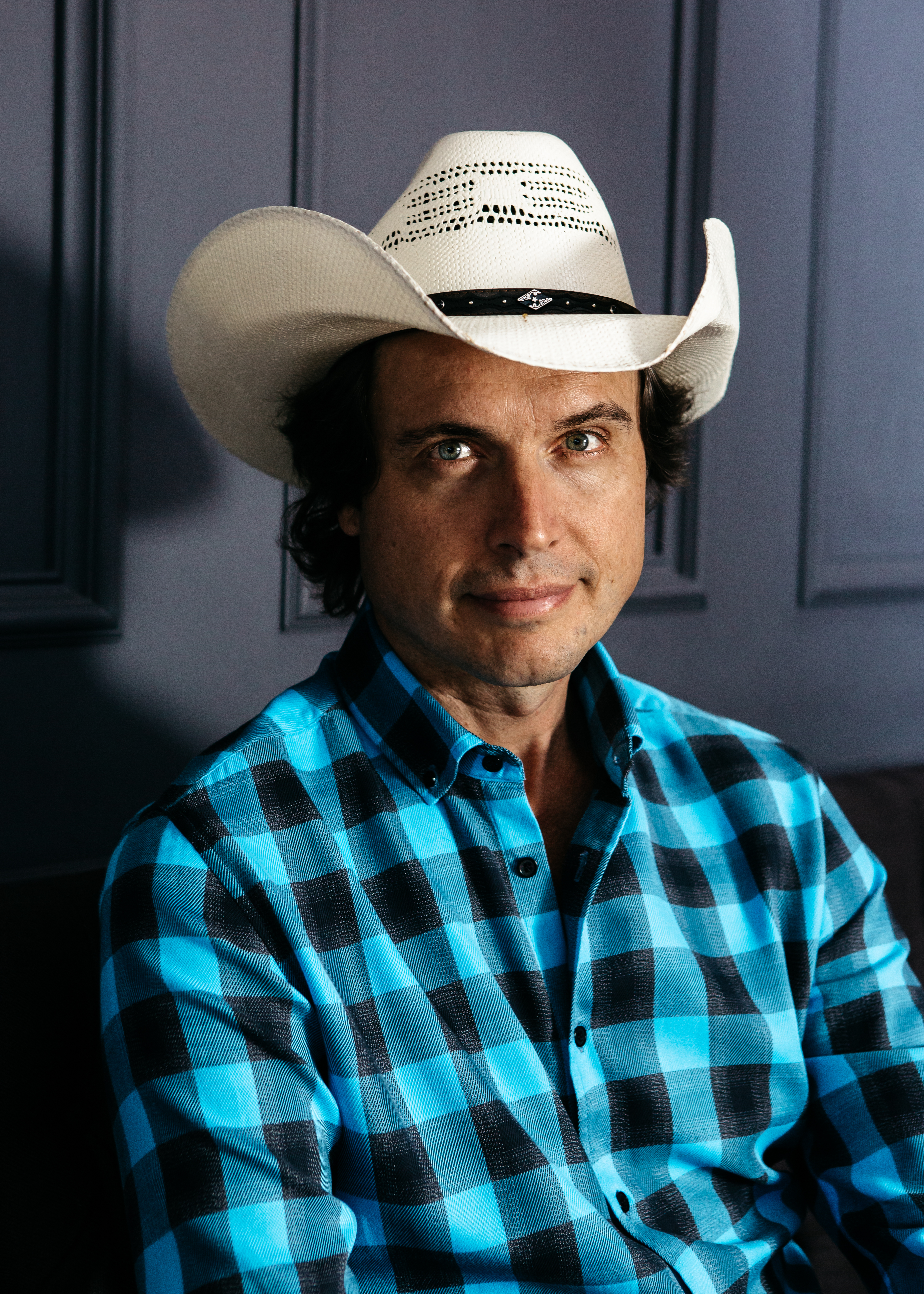
Kimbal Musk en 2013

Después de graduarse en la Secundaria para varones de Pretoria, Sudáfrica, Elon Musk se fue de su casa cuando tenía 17 años, sin el apoyo de sus padres y en parte debido a que no quería hacer el servicio militar obligatorio en el Ejército sudafricano.
Como su madre, Maye Musk, había nacido en Regina, Saskatchewan, Canadá, de padres estadounidenses, y como muchos de sus parientes vivían en el Oeste Canadiense, Musk emigró a Canadá.
En 1989 Elon, Kimbal, Tosca y Maye Musk se mudaron a Kingston, Ontario.
Su padre le dijo que no le pagaría la universidad salvo que ésta estuviera en Sudáfrica.
Cuando llegó a Canadá todos los ahorros de Maye estaban bloqueados por lo que tuvo que trabajar en varios empleos.
Maye alquiló un pequeño apartamento en Toronto donde estuvieron 3 semanas retirando grapas del suelo y papel pintado de las paredes. En el proceso Maye se cortó la mano y puso en riesgo sus trabajos como modelo de manos.
Afortunadamente pudo continuar su carrera como modelo en Canadá. Con el primer dinero que ganó Maye compró una alfombra gruesa para que pudieran dormir en el suelo del apartamento y un ordenador para Elon Musk.
Maye trabajó como investigadora en la Universidad de Toronto. Simultáneamente impartió clases de nutrición y modelaje dos noches por semana y además trabajaba como asesora nutricionista y estudiaba para su segundo máster dietético. Sus tres hijos tuvieron que conseguir becas, pedir préstamos y trabajar para estudiar en la universidad. Muchos meses no podían comer carne roja ni una vez a la semana.
En 1992 Elon obtuvo una beca para estudiar Economía y Física en la Universidad de Pensilvania. En 1995 recibió sus títulos de Economía y Física del Wharton School en la Universidad de Pensilvania.
Tras obtener sus licenciaturas, e inspirado por innovadores como Nikola Tesla, Musk decidió entrar en tres áreas en las que consideraba había «problemas importantes», como luego indicaría él mismo: «Una de ellas era internet, otra la energía renovable y la otra era el espacio».
Kimbal acompañó a su hermano Elon en el viaje de un mes en coche atravesando todo Estados Unidos, desde Silicon Valley a Filadelfia, donde Elon tenía que completar sus estudios en Penn. Durante el viaje hablaron mucho de emprender un negocio.
En 1995, Musk se inscribió en el programa de doctorado en Física Aplicada y Ciencia de Materiales en la Universidad de Stanford, pero a los dos días abandonó las clases para poder fundar una empresa.
Greg Kouri, Elon Musk y Kimbal Musk se conocieron en 1995 en Toronto. Los tres se mudaron a Silicon Valley y en 1995 fundaron la compañía  Global Link Information Network en Palo Alto,California con dinero aportado por un pequeño grupo de inversores de Silicon Valley y 6000 USD de Kouri. En la biografía de Elon Musk escrita por Ashlee Vance, el padre de Elon, Errol Musk, afirmó que les había entregado 28 000 USD en aquel tiempo,
: Ch.4  pero posteriormente Elon Musk negó que eso se produjera.
Elon era inmigrante con una visa temporal y Kimbal era un inmigrante ilegal en Estados Unidos.
Por la falta de recursos económicos Kimbal y Elon estuvieron un tiempo viviendo en la oficina de 4 m x 9 m de Zip2 (inicialmente Global Link Information Network) y usaban las instalaciones de YMCA para ducharse. Solían comer muy barato en Jack in the Box.
Su hermana Tosca Musk se mudó de Toronto a San Francisco y  trabajó con ellos en Zip2.
En 1996 Maye Musk reunió todos sus ahorros que sumaban 10 000 USD y se los entregó a sus hijos para sufragar gastos de Zip2. Durante 1997 y 1998 Maye Musk atendió a las reuniones semanales de Zip2. Para su 50 cumpleaños sus hijos, como no tenían dinero, le regalaron una casita de madera de juguete y un coche de madera del tamaño de una caja de cerillas y le dijeron: Un día te los compraremos de verdad. Cuando más adelante vendieron Zip2 a Compaq Computer por 307 millones de USD, sus hijos cumplieron su palabra.
Cuando lo pudieron pagar se mudaron a un apartamento y Kimbal cocinaba para toda la plantilla de la empresa.
Inicialmente Global Link Information Network proporcionaba a los negocios locales una presencia en internet enlazando sus servicios a los buscadores y dando indicaciones de ruta puerta a puerta entre direcciones.: 61 
Para crear el primer sistema Elon Musk combinó una base de datos cartográfica temporalmente cedida gratis por Navteq con una base de datos de negocios de Palo Alto.
Aplicaron el lenguaje Java para enviar los mapas e indicaciones como imágenes vectoriales en lugar de mapas de bits, que eran muy lentos de transmitir en la incipiente red de internet.
Elon se dedicó a la programación y la ingeniería, mientras que Kimbal hacía las ventas y buscaba capital.
A principios de 1996 Global Link Information Network recibió la inversión de 3 millones USD de Mohr Davidow Ventures y cambió su nombre a Zip2 (en inglés suena como zip to, salir pitando hacia). Contrataron a personal y por primera vez Elon dirigía un equipo de personas. Ponía plazos muy cortos para conseguir objetivos y eso obligaba a los empleados a trabajar muchas horas.
Davidow Ventures cambió la estrategia principal de Zip2 de vender localmente para vender nacionalmente software de base a los periódicos para que construyeran sus propios directorios y guías locales.
Elon Musk fue nombrado CTO (Chief Technology Officer) y Rich Sorkin se convirtió en CEO (Chief Executive Officer). Zip2 registró la frase «We Power the Press» (Damos energía a la prensa) como su eslogan oficial y siguió creciendo.
En 1997 se mudaron a unas oficinas en Mountain View, California.
Zip2 firmó acuerdos con el The New York Times, Knight Ridder, y Hearst Corporation.
Para 1998 Zip2 tenía acuerdos con unos 160 periódicos para desarrollar guías locales.

## Producto
Su tecnología permitía ejecutar una estrategia de un verdadero portal. Incluía el servicio de Páginas Amarillas y directorio de negocios; un servicio de correo electrónico gratuito; una guía local de arte y entretenimiento; un componente de publicación comunitaria; características de personalización; plantillas para servicios de anuncios por categorías, como coches y casas; y capacidades para mostrar mapas e indicaciones de ruta puerta a puerta entre direcciones.
Zip2 permitía la comunicación en dos direcciones entre usuarios y anunciantes. Los usuarios podían enviar un mensaje que se trasladaba al fax del anunciante. Del mismo modo los anunciantes podían mandar faxes a los usuarios y éstos los visualizaban en unas direcciones URL específicas.
Uno de los productos de Zip2 se llamaba AutoGuide (Guía de autos) y conectaba a lectores del periódico con concesionarios o vendedores de coches privados.

## Intento de fusión
En abril de 1998 Zip2 intentó fusionarse con su principal competidor CitySearch en lo que se anunció como una fusión entre iguales, ya que Zip2 había levantado 44 millones USD de inversión y CitySearch 34 millones USD. Aunque inicialmente Musk apoyó la fusión,  persuadió al consejo para no llevarla a cabo..
Las dos compañías citaron incompatibilades en su tecnología y cultura empresarial como la razón del fracaso de la fusión.

## Venta
En febrero de 1999 Compaq Computer pagó 307 millones USD por la adquisición de Zip2.
: 109  Elon Musk obtuvo 22 millones USD y Kimbal Musk 15 millones USD. Mohr Davidow Ventures multiplicó por 20 lo que había invertido en Zip2.
: 109 
Compaq incorporó Zip2 a su división del motor de búsqueda AltaVista con el objeto de potenciar su información local y comercio electrónico y competir contra America Online Inc., Yahoo Inc. y Lycos Inc. en su carrera por atraer las audiencias de internet.
Por entonces, Zip2 gestionaba 160 sitios web, incluyendo The New York Times y periódicos de las cadenas Hearst, Times Mirror y Pulitzer Publishing.

## Siguientes proyectos
Elon Musk pasó de compartir piso con 3 amigos a comprar un apartamento de 167 m², un McLaren F1 de un millón de USD y un avión pequeño que aprendió a pilotar.
Elon Musk comenzó a formar un equipo para crear una nueva empresa de internet que fuera un desafío o una mejora de un sector.
En marzo de 1999 Elon Musk, Ed Ho, Harris Fricker y Cristopher Payne fundaron X.com como una startup financiera que aspiraba a ser un banco de internet. Inicialmente Musk invirtió 12 millones USD.
En marzo de 2000 X.com y su gran competidor Confinity decidieron que tenía más sentido unir fuerzas que derrochar dinero en publicidad para atraer a los mismos clientes. Combinando el producto PayPal con los sofisticados servicios de X.com se fusionaron en una nueva entidad llamada X.com de la que Elon Musk fue nombrado CEO por ser el mayor accionista de la compañía fusionada resultante. En unas semanas X.com levantó 100 millones USD de inversión de Deutsche Bank y Goldman Sachs. En aquel tiempo X.com tenía más de un millón de clientes.
Las dos compañías trataron de juntar sus culturas con poco éxito. Hubo peleas sobre el diseño de la infraestructura tecnológica de la empresa. El equipo de Confinity, liderado por Levchin, quería usar software de código abierto Linux, mientras que Musk quería usar el software de centro de datos de Microsoft.
X.com se enfrentó en duras batallas a la infraestructura tecnológica, el fraude en línea y las estrategias de marca. En septiembre de 2000 las tensiones dentro del equipo directivo aumentaron.
En enero de 2000 Elon Musk se había casado con Justine Wilson. El trabajo no les había permitido ir de luna de miel. Nueve meses después planearon juntar negocio y ocio para hacer un viaje para buscar capital inversor y terminarlo en luna de miel en los Juegos Olímpicos de Sídney. A las 22:30 h, cuando Musk estaba volando, se celebró una junta extraordinaria de X.com en la que se destituyó a Elon Musk como CEO y se nombró a Peter Thiel. Elon Musk canceló su luna de miel, tomó el primer avión de vuelta a California y pidió al consejo que reconsiderase su decisión.
Musk terminó aceptando la reorganización y aunque su influencia en la compañía decreció, Musk quedó como asesor consultivo y siguió invirtiendo aumentando su posición como mayor accionista.
En junio de 2001 X.com cambió el nombre por el de su producto PayPal para denominarse PayPal Inc.
En 2002 PayPal empezó a cotizar en bolsa.
Por entonces la compañía facturaba 240 millones USD al año con PayPal.
Cuando eBay mostró interés en comprar PayPal la mayoría querían vender cuanto antes. Musk y Mortiz pidieron al consejo que rechazara las primeras ofertas. En julio de 2002 eBay subió la oferta hasta 1500 millones USD y el consejo y Musk aceptaron la venta.
En octubre de 2002, eBay adquirió PayPal por 1500 millones de dólares en acciones. Antes de la venta, Musk era el accionista mayoritario, con el 11.7% de las acciones de PayPal.
Con la venta Elon Musk ganó 180 millones USD después de impuestos. Dedicó 100 millones USD a fundar SpaceX, 70 millones USD a Tesla, Inc. y 10 millones USD a SolarCity.
Varios miembros del equipo de PayPal fundaron sus propias compañías, como YouTube (Chad Hurley, Steve Chen y Jawed Karim), LinkedIn (Reid Hoffman), Yelp (Russel Simmons, Jeremy Stoppelman), Palantir Technologies, y Jammer.
Otros, como Peter Thiel, Reid Hoffman y Botha, se convirtieron en grandes inversores en la industria tecnológica.